# Macéo Capietto

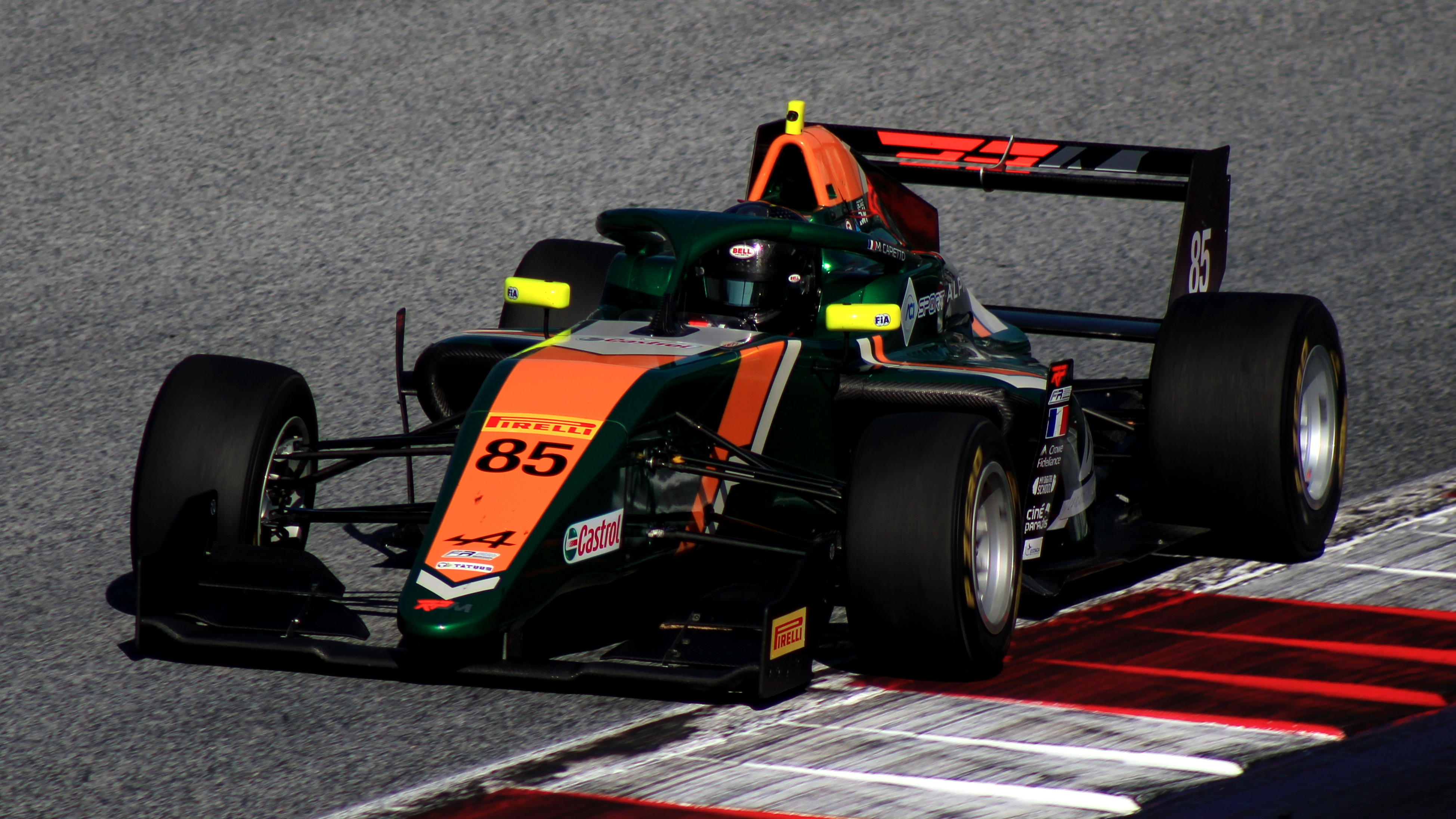
Macéo Capietto beim Rennen zur Formula Regional European Championship 2023 auf dem Red Bull Ring

Macéo Capietto (* 12. Januar 2006 in Montereau-Fault-Yonne) ist ein französischer Autorennfahrer.

## Karriere als Rennfahrer
Macéo Capietto fuhr seit seinem siebten Lebensjahr Kartreennen. Er bestritt Jugend- sowie Junioren-Rennen und wurde 2019 Zweiter der französischen Junior-Meisterschaft (Meister Esteban Masson). Seine Monopostokarriere begann mit dem dritten Rang in der französischen Formel-4-Meisterschaft 2021, worauf der Wechsel in die Formula Regional European Championship folgte. 
Mit dem Beginn der Rennsaison 2024 wechselte er in den Sportwagensport. Für den deutschen Rennstall Proton Competition startete er auf einem Oreca 07 in der European Le Mans Series und gab sein Debüt beim 24-Stunden-Rennen von Le Mans, das nach einem Defekt an der Batterie für ihn vorzeitig endete.

## Statistik

### Le-Mans-Ergebnisse
| Jahr | Team               | Fahrzeug | Teamkollege | Teamkollege     | Platzierung | Ausfallgrund |
| ---- | ------------------ | -------- | ----------- | --------------- | ----------- | ------------ |
| 2024 | Proton Competiton  | Oreca 07 | Jonas Ried  | Bent Viscaal    | Ausfall     | Batterie     |
| 2025 | Iron Lynx - Proton | Oreca 07 | Jonas Ried  | Reshad de Gerus | Rang 21     |              |

### Einzelergebnisse in der FIA-Langstrecken-Weltmeisterschaft
| Saison | Team               | Rennwagen | 1   | 2   | 3   | 4   | 5   | 6   | 7   | 8   |
| ------ | ------------------ | --------- | --- | --- | --- | --- | --- | --- | --- | --- |
| 2024   | Proton Competition | Oreca 07  | KAT | IMO | SPA | LEM | SAO | AUS | FUJ | BAH |
| 2024   | Proton Competition | Oreca 07  | DNF |     |     |     |     |     |     |     |
| 2025   | Iron Lynx Proton   | Oreca 07  | KAT | IMO | SPA | LEM | SAO | AUS | FUJ | BAH |
| 2025   | Iron Lynx Proton   | Oreca 07  | 21  |     |     |     |     |     |     |     |